# Barnim Ier le Bon
Pour les articles homonymes, voir Barnim.
Barnim Ier le Bon (en polonais Barnim I Dobry, en allemand Barnim I.) est né entre 1217 et 1219, et est décédé le 13/14 novembre 1278 à Dąbie. Il est duc de Szczecin (à partir de 1235) avant de devenir duc de Poméranie occidentale (1264-1278).

## Biographie
Barnim est le fils de Bogusław II de Poméranie et de Mirosława, la fille de Mestwin Ier de Poméranie.
Dans un premier temps, Barnim partage le pouvoir avec son cousin Warcisław III de Poméranie. Alors que Warcisław réside à Demmin, Barnim habite sur l’île d’Usedom avant de transférer son siège à Szczecin en 1235. Des guerres l’opposent aux ducs de Poméranie orientale pour la possession des régions de Słupsk et de Sławno. Il lutte également contre les ducs de Grande Pologne pour le contrôle des terres situées sur la rive droite de la Notec. Il ne peut empêcher le Brandebourg de s’emparer de Stargard (1236) et de la vallée de l’Uecker (1250). Devant faire face à une forte opposition intérieure, il est contraint d’accepter la suzeraineté du Brandebourg.
Lorsque Warcisław III meurt en 1264, il s’affranchit du Brandebourg et réunifie la Poméranie occidentale sous son autorité.
Menacé par le Brandebourg, Barnim, qui portait le titre de duc des Cachoubes (dux Cassucorum), s’allie au duc de Grande-Pologne Boleslas le Pieux en 1273. Lutgarde, la petite-fille de Barnim, épouse Przemysl II, le neveu de Boleslas.
Au cours de son règne, Barnim encourage la venue de colons allemands dans son duché et fonde plusieurs villes en leur donnant le droit de Magdebourg : Szczecin (1243), Gartz (1249), Anklam (entre 1243 et 1264), Stargard (entre 1243 et 1253), Dąbie (entre 1249 et 1260), Gryfino (1254), Pyrzyce (1263), Ueckermünde (entre 1259 et 1265), Police (1260) et Goleniów (1268). Il fonde également de nombreux monastères.
Barnim est inhumé à Szczecin.

## Unions et descendance
Barnim Ier s'est marié trois fois :
Entre le 4 septembre 1238 et le 18 juillet 1242, Barnim Ier épouse en premières noces une certaine Marianne (morte le 27 juin 1252), dont l'origine est discutée : elle est identifiée comme une fille
du roi Éric X de Suède par Europäische Stammtafeln, ou une membre de la Maison d'Ascanie fille du comte  Albert II de Weimar-Orlamünde ou du comte Henri Ier d'Anhalt ou encore une fille de Guillaume de Lunebourg et d'Hélène de Danemark. L'historiographie contemporaine préfère considerer que son origine est inconnue. Ils ont une fille unique :
- Anastasia (née en 1245 - morte le 15 mars 1317), épouse en 1259  Henri Ier de Mecklembourg.

Entre 1253 et 1254, Barnim Ier contracte une seconde union avec Marguerite (née après 1231 - morte avant  27 mai 1261), possible fille de Nicolas Ier de Werle et issue de la lignée de Mecklembourg, bien que d'autres sources l'identifient comme une fille d'Othon Ier l'Enfant. L'historien Robert Klempin l'identifie avec la veuve de Wislaw Ier de Rügen, mais cela semble chronologiquement douteux. Ils ont un fils unique :
- Bogusław IV.

En 1267, il épouse enfin Mathilde de Brandenbourg-Salzwedel († 1316), fille du margrave Othon III de Brandebourg dont :
- Mirosława († vers 1327/1328), épouse du comte Nicolas Ier de Schwerin ;
- Beatrix († vers 1300/1315), épouse d’Henri II de Mecklembourg-Werle ;
- Mathilde († 1295) ;
- Barnim II de Poméranie († 28 mai 1295) ;
- Otto Ier de Poméranie (né posthume en 1279, † 1344).